# C. J. Anderson
Cortrelle Javon "C. J." Anderson (nacido el 10 de febrero de 1991) es un jugador profesional de fútbol americano estadounidense que juega en la posición de running back y actualmente milita en las Lions de Detroit.

## Biografía
Anderson asistió a Jesse M. Bethel High School en Vallejo, California, donde consiguió 4,000 yardas de carrera y ayudó al equipo a llegar a los playoffs cuatro años consecutivos, acabando su carrera colegial siendo nombrado en el Primer Equipo All-American, All-State y All-NorCal.
En California, Anderson consiguió en su primer año como junior en 2011, 72 carreras para 345 yardas con 8 touchdowns y 7 recepciones para 186 yardas y 1 touchdown. En su último año con los Golden Bears en 2012, produjo 126 carreras para 790 yardas y 4 touchdowns más 15 recepciones para 164 yardas y 1 touchdown.

## Carrera

### Denver Broncos
Anderson firmó con los Broncos como agente libre el 27 de abril de 2013.
Tras acabar la temporada de 2015, Anderson se convirtió en agente libre restringido. Los Miami Dolphins le ofrecieron un contrato de 4 años y $18 millones el 10 de marzo de 2016. Sin embargo, el 15 de marzo, los Broncos igualaron la oferta de los Dolphins, reteniendo de esta manera a Anderson otros cuatro años más en Denver.
Con los Broncos, Anderson ha conseguido 3 títulos de división, 2 campeonatos de la AFC y ha llegado a dos Super Bowl (48 y 50) en tres años, perdiendo la primera frente a los Seattle Seahawks por 43-8 y ganando la segunda frente a los Carolina Panthers por 24-10.
El 16 de abril de 2018, los Broncos cortaron a Anderson tras 5 temporadas.

## Estadísticas
|  | Campeón de la NFL |

### Temporada regular
| Temporada | Temporada | Temporada | Temporada | Recepciones | Recepciones | Recepciones | Recepciones | Recepciones | Carreras | Carreras | Carreras | Carreras | Carreras | Fumbles | Fumbles |
| Año       | Equipo    | PJ        | PT        | REC         | YDS         | %           | LAR         | TD          | CAR      | YDS      | %        | LAR      | TD       | FUM     | PER     |
| --------- | --------- | --------- | --------- | ----------- | ----------- | ----------- | ----------- | ----------- | -------- | -------- | -------- | -------- | -------- | ------- | ------- |
| 2013-14   | Denver    | 5         | --        | --          | --          | --          | --          | --          | 7        | 38       | 5.4      | 11       | --       | --      | --      |
| 2014-15   | Denver    | 15        | 7         | 34          | 324         | 9.5         | 51          | 2           | 179      | 849      | 4.7      | 27       | 8        | 1       | --      |
| 2015-16   | Denver    | 15        | 6         | 25          | 183         | 7.3         | 27          | --          | 152      | 720      | 4.7      | 48       | 5        | 2       | 2       |
| 2016-17   | Denver    | 7         | 7         | 16          | 128         | 8.0         | 25T         | 1           | 110      | 437      | 4.0      | 28       | 4        | --      | --      |
| Total     | Total     | 42        | 20        | 75          | 635         | 8.5         | 51          | 3           | 448      | 2,044    | 4.6      | 48       | 17       | 3       | 2       |

### Playoffs
| Temporada | Temporada | Temporada | Temporada | Recepciones | Recepciones | Recepciones | Recepciones | Recepciones | Carreras | Carreras | Carreras | Carreras | Carreras | Fumbles | Fumbles |
| Año       | Equipo    | PJ        | PT        | REC         | YDS         | %           | LAR         | TD          | CAR      | YDS      | %        | LAR      | TD       | FUM     | PER     |
| --------- | --------- | --------- | --------- | ----------- | ----------- | ----------- | ----------- | ----------- | -------- | -------- | -------- | -------- | -------- | ------- | ------- |
| 2014      | Denver    | 1         | --        | 1           | 14          | 14.0        | 14          | --          | 2        | 9        | 4.5      | 6        | --       | --      | --      |
| 2015      | Denver    | 1         | 1         | 6           | 29          | 4.8         | 15          | --          | 18       | 80       | 4.4      | 22       | --       | --      | --      |
| 2016      | Denver    | 3         | 1         | 9           | 39          | 4.3         | 8           | --          | 54       | 234      | 4.3      | 34       | 2        | --      | --      |
| Total     | Total     | 5         | 2         | 16          | 82          |             | 15          | 0           | 74       | 323      |          | 34       | 2        | 0       | 0       |